# Сумитомо Денки Когьо
„Сумитомо Денки Когьо“ (на японски: 住友電気工業), често англицизирано като „Сумитомо Електрик Индъстрис“, е японско електротехническо предприятие със седалище в Осака. То има обем на продажбите 29 милиарда долара (2019) и над 270 хиляди служители в около 350 подразделения в над 30 страни по света.
Основано през 1897 година, то е част от голямото неформално обединение на компании – кейрецу – „Сумитомо Груп“. Около половината от дейността на „Сумитомо Денки Когьо“ е свързана с производството на кабелни системи за автомобилната промишленост, като в този сектор компанията е най-голямата в света. Тя е и най-големият производител на композитни полупроводници, както и сред трите най-големи производителя на оптични влакна в света.